# 紫明抄
『紫明抄』（しめいしょう）とは、鎌倉時代に作られた河内方による『源氏物語』の注釈書である。

## 概要
源光行の子、源親行の弟、素寂により著されたもので、1294年以前の成立と見られる。全10巻のものと全5巻のものがある。
現存する鎌倉時代の『源氏物語』の注釈書として最大のものであり、河内方による『源氏物語』の注釈書としても最も大規模な注釈書である『水原抄』が現存しないため、現存する河内方による『源氏物語』の注釈書としても量的にまとまったものであるが、著者の素寂は源光行の子ではあるものの、本流といえる源親行の弟という傍流にあたる人物であり、本流にあたる親行の弟である源義行やその子行阿としばしば激しく対立しており、それが本書にも反映しており、本流にあたる河内方の説を激しく批判している場合もあることには注意を必要とする。

## 内容
河内本系の本文を引き、先行する注釈書である『源氏釈』『奥入』を取り入れながら、引歌や故事出典を指摘し、また『文選』、『白氏文集』、『万葉集』、『日本書紀』など和漢のさまざまな文献を典拠として示している。

## 本文

### 写本
主な写本として以下のようなものがある。
- 京都大学本系統（初稿本系統）
  - 京都大学文学部本
  - 京都大学図書館本（若紫から花散里と玉鬘から竹河までが欠けている）
  - 慶應義塾図書館本（紅葉賀以下が欠けている）
  - 内閣文庫蔵一冊本（紅葉賀以下が欠けている）
  - 鶴見大学図書館本（若紫の一部のみが残存している）
- 内閣文庫本系統（再稿本系統・すべて若紫から花散里が欠けている）
  - 内閣文庫蔵十冊本
  - 龍門文庫本
  - 神宮文庫本
  - 東大図書館本
  - 島原松平文庫本
- その他（どのように分類するか議論がある。）
  - 内閣文庫蔵三冊本

### 翻刻本
- 山本利達校訂玉上琢弥編『源氏物語評釈資料編 紫明抄・河海抄』角川書店、1968年（昭和43年）6月。
京都大学文学部国文学研究室所蔵本を翻刻したもの